# Billel Omrani
Billel Omrani (Forbach, 12 juni 1993) is een Frans voetballer van Algerijnse afkomst die bij voorkeur als aanvaller speelt. Hij stond tot 2016 onder contract bij Olympique Marseille, waar hij doorstroomde vanuit de eigen jeugdopleiding. Sinds 2016 komt hij uit voor het Roemeense FC Cluj.

## Clubcarrière
Omrani werd geboren in Forbach. Hij speelde in de jeugd voor Merlebach, Gymnastique Marienau en Olympique Marseille. Op 19 maart 2011 tekende hij zijn eerste profcontract. In 2011 werd de spits door Didier Deschamps bij het eerste elftal gehaald. Op 2 oktober 2011 debuteerde hij in de Ligue 1 tegen Stade Brest. Tijdens het seizoen 2013/14 werd Omrani uitgeleend aan tweedeklasser Arles-Avignon. In de zomer keerde hij terug bij Olympique Marseille. Op 9 januari 2015 maakte Omrani zijn eerste treffer in de Ligue 1 in de uitwedstrijd tegen Montpellier.

## Interlandcarrière
Omrani kwam reeds uit voor meerdere Franse nationale jeugdelftallen. Hij maakte vier doelpunten in elf wedstrijden voor Frankrijk –17. Nadien speelde hij ook nog voor Frankrijk –18 en Frankrijk –19. Door zijn Algerijnse afkomst mag hij ook voor Algerije uitkomen.